# Арі де Вінтер
Аренд Гарм "Арі" де Вінтер (нід. Arend Harm "Arie" de Winter, 28 серпня 1915, Гарлем — 1983, Вассенаар) — нідерландський футболіст, що грав на позиції нападника за клуб «Гарлем». Чемпіон Нідерландів.

## Клубна кар'єра
У футболі відомий виступами у команді «Гарлем», кольори якої і захищав протягом усієї своєї кар'єри гравця, зігравши в 261 поєдинку.

## Виступи за збірну
Був присутній в заявці збірної на чемпіонаті світу 1938 року у Франції, але на поле не виходив.
Помер в 1983 році в місті Вассенаар.

## Титули і досягнення
- Чемпіон Нідерландів (1):

«Гарлем»: 1945-1946